# Mistrovství světa v ledním hokeji 1992
56. Mistrovství světa v ledním hokeji 1992 se konalo v ČSFR v Praze a Bratislavě ve dnech 28. dubna – 10. května 1992. Mistrovství vyhrál pošesté v historii výběr Švédska.

Šampionátu se zúčastnilo 32 mužstev, rozdělených podle výkonnosti do tří skupin.
A-skupina byla rozšířena na dvanáct účastníků, kteří hráli podle nového systému (do 1996). Týmy byly rozděleny do dvou šestičlenných skupin, z nichž první čtyři postoupily do play off, kde se hrálo o medaile. Týmy, které skončily ve skupině na šestém místě, hrály o záchranu.
Na mistrovství světa naposledy startovalo Československo, za deset týdnů od finále mistrovství světa Slovenská národní rada odhlasovala svrchovanost Slovenska. Československo bylo od 1. 1. 1993 rozděleno na Česko a Slovensko.

## Výsledky a tabulky

### Skupina A
|    |         | FIN  | GER  | USA | SWE | ITA | POL  | V | R | P | Skóre | B  |
| 1. | Finsko  | ***  | 6:3  | 6:1 | 3:1 | 6:1 | 11:2 | 5 | 0 | 0 | 32:8  | 10 |
| 2. | Německo | 3:6  | ***  | 5:3 | 5:2 | 6:2 | 11:1 | 4 | 0 | 1 | 30:14 | 8  |
| 3. | USA     | 1:6  | 3:5  | *** | 4:4 | 1:0 | 5:0  | 2 | 1 | 2 | 14:15 | 5  |
| 4. | Švédsko | 1:3  | 2:5  | 4:4 | *** | 0:0 | 7:0  | 1 | 2 | 2 | 14:12 | 4  |
| 5. | Itálie  | 1:6  | 2:6  | 0:1 | 0:0 | *** | 7:5  | 1 | 1 | 3 | 10:18 | 3  |
| 6. | Polsko  | 2:11 | 1:11 | 0:5 | 0:7 | 5:7 | ***  | 0 | 0 | 5 | 8:41  | 0  |

 Německo –  Finsko	3:6 (0:0, 1:2, 2:4)
28. dubna 1992 (13:00) – Praha (Sportovní hala)	

Branky Německa: 24. Stefan Ustorf, 57. Georg Franz, 58. Richard Amann.

Branky Finska: 35. Arto Ruotanen, 39. Jarkko Varvio, 44. Jarkko Varvio, 46. Juha Riihijärvi, 49. Jarkko Varvio, 60. Mikko Mäkelä.

Rozhodčí: Kevin Muench (CAN) – Sergej Feofanov (RUS), Vladimír Mihálik (TCH)

Vyloučení: 10:6 (0:2)

Diváků: 4 500
 Švédsko –  Polsko	7:0 (1:0, 3:0, 3:0)
28. dubna 1992 (16:30) – Praha (Sportovní hala)

Branky Švédska: 16. Johan Garpenlöv, 21. Arto Blomsten, 32. Arto Blomsten, 32. Jan Larsson, 43. Kenneth Kennholt, 45. Peter Forsberg, 51. Peter Forsberg.

Rozhodčí: Anton Danko (TCH) – Dick Lowell (CAN, John Svarstadt (NOR)

Vyloučení: 3:5 (4:0)

Diváků: 2 500
 Itálie –  USA 	0:1 (0:1, 0:0, 0:0)
28. dubna 1992 (20:00) – Praha (Sportovní hala)

Branky USA: 14. Paul Ranheim.

Rozhodčí: Valerij Bokarev (RUS) – Konstantin Komisarov (RUS), Condido Gobbi (SUI)

Vyloučení: 4:4

Diváků: 1 500
 Finsko –  Polsko		11:2 (4:0, 2:1, 5:1)
29. dubna 1992 (13:00) – Praha (Sportovní hala)

Branky Finska: 3. Pekka Tuomisto, 4. Timo Saariskoski, 6. Mika Nieminen, 14. Jarkko Varvio, 36. Mikko Mäkelä, 37. Timo Saariskoski, 42. Janne Laukkanen, 50. Timo Jutila, 55. Keijo Säilynoja, 56. Jarkko Varvio, 60. Rauli Raitanen.

Branky Polska: 26. Marek Koszowski, 50. Kazimierz Jurek.

Rozhodčí: Vincent Moreno (SUI) – Sergej Feofanov (RUS), Vladimír Mihálik (TCH)

Vyloučení: 5:6 (2:0, 0:1)

Diváků: 1 450
 USA –  Německo 	3:5 (2:1, 0:3, 1:1)
29. dubna 1992 (16:30) – Praha (Sportovní hala)

Branky USA: 7. Chris Winnes, 20. Paul Ranheim, 55. Mark Osiecki.

Branky Německa: 8. Andreas Brockmann, 23. Ron Fischer, 25. Raimond Hilger, 25. Andreas Niederberger, 54. Dieter Hegen.

Rozhodčí: Tor Hansen (NOR) – Dick Lowell (CAN), Boris Janiček (TCH)

Vyloučení: 4:6 (1:2)

Diváků: 9 000
 Švédsko –  Itálie 	0:0
29. dubna 1992 (20:00) – Praha (Sportovní hala)

Rozhodčí: Anton Danko (TCH) – Condido Gobbi (SUI), John Svarstadt (NOR)

Vyloučení: 3:6

Diváků: 5 500
 Polsko –  Itálie 	5:7 (2:1, 2:3, 1:3)
1. května 1992 (13:00) – Praha (Sportovní hala)

Branky Polska: 6. Ireneusz Pacula, 8. Krysztof Bujar, 24. Andrzej Kadziolka, 36. Henryk Gruth, 49. Roman Steblecki.

Branky Itálie: 4. Jimmy Camazzola, 26. Stefano Figliuzzi, 31. Georg Comploi, 32. Mario Simioni, 51. Bruno Zarrillo, 56. Santino Pellegrino, 60. Bruno Zarrillo.

Rozhodčí: Tor Hansen (NOR) – Boris Janíček (TCH), Sergej Feofanov (RUS)

Vyloučení: 6:8 (1:2)

Diváků: 4 000
 Německo –  Švédsko 	5:2 (1:0, 1:1, 3:1)
1. května 1992 (16:30) – Praha (Sportovní hala)

Branky Německa: 6. Raimond Hilger, 26. Deter Hegen, 42. Ulrich Hiemer, 49. Jorg Mayr, 60. Dieter Hegen.

Branky Švédska: 36. Patrick Carnbäck, 54. [Patric Kjellberg.

Rozhodčí: Vincent Moreno (SUI) – Vladimír Mihálik (TCH), John Svarstad (NOR)

Vyloučení: 8:8 (1:0) + Patrick Carnbäck na 10 min.

Diváků: 10 800
 USA –  Finsko	1:6 (0:3, 1:2, 0:1)
1. května 1992 (20:00) – Praha (Sportovní hala)

Branky USA: 24. Andy Brickley.

Branky Finska: 4. Juha Riihijärvi, 8. Waltteri Immonen, 20. Mika Nieminen, 30. Mika Nieminen, 40. Vesa Viitakoski, 44. Juha Riihijärvi.

Rozhodčí: Kevin Muench (CAN) – Dick Lowell (CAN), Konstantin Komisarov (RUS)

Vyloučení: 3:2

Diváků: 4 500
 USA –  Polsko		5:0 (2:0, 0:0, 3:0)
3. května 1992 (13:00) – Bratislava

Branky USA: 9. Todd Copeland, 15. Chris Winnes, 46. David Jensen, 49. David Jensen, 55. Jim Johansson.

Rozhodčí: Ruggero Savaris (ITA) – Jean-Phillipe Ollier (FRA), Gianfranco Zerbi (ITA)

Vyloučení: 4:3 (1:0)

Diváků: 3 200
 Itálie –  Německo 	2:6 (0:0, 1:1, 1:5)
3. května 1992 (16:30) – Bratislava

Branky Itálie: 38. Mike De Angelis, 46. Bruno Zarrillo.

Branky Německa: 30. Michael Heidt, 42. Dieter Hegen, 43. Michael Rumrich, 46. Ulrich Hiemer, 47. Raimond Hilger, 53. Michael Schmidt.

Rozhodčí: Hakan Björkman (SWE) – Leszek Kubiszewski (POL), Jouni Lojander (FIN)

Vyloučení: 11:4 (0:3)

Diváků: 4 500
 Finsko –  Švédsko 	3:1 (1:0, 0:1, 2:0)
3. května 1992 (20:00) – Bratislava

Branky Finska: 9. Jarkko Varvio, 46. Juha Riihijärvi, 60. Hannu Jävenpää.

Branky Švédska: 36. Patric Kjellberg.

Rozhodčí: Harry Ammian (USA) – Jay Borman (USA), Heiko Dahle (GER)

Vyloučení: 7:6 (1:0)

Diváků: 6 000
 Polsko –  Německo 	1:11 (0:4, 0:4, 1:3)
4. května 1992 (13:00) – Bratislava

Branky Polska: 47. Wojciech Tkacz.

Branky Německa: 6. Dieter Hegen, 15. Ernst Kopf, 19. Dieter Hegen, 20. Ulrich Hiemer, 26. Peter Draisaitl, 27. Ernst Kopf, 36. Michael Rumrich, 38. Ernst Kopf, 47. Michael Heidt, 51. Michael Heidt, 60. Raimond Hilger.

Rozhodčí: Juhani Jokela (FIN) – Jay Borman (USA), Gianfranco Zerbi (ITA)

Vyloučení: 1:3

Diváků: 2 800
 Finsko –  Itálie 	6:1 (1:0, 4:0, 1:1)
4. května 1992 (16:30) – Bratislava

Branky Finska: 5. Jarkko Varvio, 22. Keijo Säilynoja, 26. Jere Lehtinen, 27. Rauli Raitanen, 33. Jarkko Varvio, 48. Pekka Tuomisto.

Branky Itálie: 41. Maurizio Mansi.

Rozhodčí: Gerhard Lichtnecker (GER) – Leszek Kubiszewski (POL), Jean-Phillipe Ollier (FRA)

Vyloučení: 3:3 (2:0)

Diváků: 3 500
 Švédsko –  USA 	4:4 (1:1, 3:1, 0:2)
4. května 1992 (20:00) – Bratislava

Branky Švédska: 8. Jan Larsson, 26. Fredrik Stillman, 30. Mats Sundin, 36. Arto Blomsten.

Branky USA: 2. David Jensen, 33. Chris Winnes, 44. Jim Johansson, 55. Tom Bissett.

Rozhodčí: Kevin Muench (CAN) – Heiko Dahle (GER), Jouni Lojander (FIN)

Vyloučení: 2:2 (0:1)

Diváků: 4 000

### Skupina B
|    |           | RUS | CZE | SUI | CAN | NOR | FRA | V | R | P | Skóre | B |
| 1. | Rusko     | *** | 4:2 | 2:2 | 6:4 | 3:2 | 8:0 | 4 | 1 | 0 | 23:10 | 9 |
| 2. | ČSFR      | 2:4 | *** | 2:0 | 5:2 | 6:1 | 3:0 | 4 | 0 | 1 | 18:7  | 8 |
| 3. | Švýcarsko | 2:2 | 0:2 | *** | 1:1 | 3:1 | 6:5 | 2 | 2 | 1 | 12:11 | 6 |
| 4. | Kanada    | 4:6 | 2:5 | 1:1 | *** | 4:3 | 4:3 | 2 | 1 | 2 | 15:18 | 5 |
| 5. | Norsko    | 2:3 | 1:6 | 1:3 | 3:4 | *** | 1:0 | 1 | 0 | 4 | 8:16  | 2 |
| 6. | Francie   | 0:8 | 0:3 | 5:6 | 3:4 | 0:1 | *** | 0 | 0 | 5 | 8:22  | 0 |

 Kanada –  Francie	4:3 (2:0, 1:1, 1:2)
28. dubna 1992 (13:00) – Bratislava

Branky Kanady: 7. Glenn Anderson, 10. Jason Woolley, 39. Rod Brind'Amour, 43. Pat Falloon.

Branky Francie: 25. Stéphane Barin, 58. Pierre Pouse, 59. Serge Pourdier.

Rozhodčí: Gerhard Lichtnecker (GER) – Heiko Dahle (GER), Jouni Lojander (FIN)

Vyloučení: 6:3 (0:1)

Diváků: 1 500
 Švýcarsko –  Rusko	2:2 (2:0, 0:0, 0:2)
28. dubna 1992 (16:30) – Bratislava

Branky Švýcarska: 11. Jorg Eberle, 17. Andy Ton.

Branky Ruska: 47. Sergej Zubov, 59. Sergej Zubov.

Rozhodčí: Juhani Jokela (FIN) – Christer Lärking (SWE), Gianfranco Zerbi (ITA)

Vyloučení: 7:4 (0:1)

Diváků: 2 000
 ČSFR –  Norsko 	6:1 (2:0, 3:1, 1:0)
28. dubna 1992 (20:00) – Bratislava

Branky ČSFR: 3:27 Róbert Švehla (Ladislav Lubina), 16:50 František Procházka (Drahomír Kadlec), 21:52 Robert Lang (Kamil Kašťák, Róbert Švehla), 30:07 Robert Lang, 38:27 Bedřich Ščerban (Tomáš Jelínek), 45:03 František Musil (Soegaard vlastní).

Branky Norska: 29:52 Geir Hoff  (Peter Thoresen).

Rozhodčí: Hakan Björkman (SWE) – Jay Borman (USA), Jean-Phillipe Ollier (FRA)

Vyloučení: 10:12 (2:0, 1:0) + Peter Veselovský na 5 min a do konce utkání.

Diváků: 4 100
ČSFR: Petr Bříza – Drahomír Kadlec, Leo Gudas, Róbert Švehla, František Musil, Bedřich Ščerban, Richard Šmehlík – Tomáš Jelínek, Otakar Janecký, Ladislav Lubina – Petr Rosol, Robert Lang, Kamil Kašťák – Peter Veselovský, Robert Reichel, Igor Liba – František Procházka, Petr Hrbek, Richard Žemlička.
Norsko: Jim Martinsen – Peter Salsten, Cato Andersen, Tomy Jakobsen, Jon Karlstad, Age Ellingsen, Kim Soggard – Bjorn Bekkerud, Peter Thoresen, Geir Hoff – Jan Fagerli, Ole Dahlstrom, Knut Walbye – Ame Billkvam, Erik Kristiansen, Trond Magnussen – Jarle Friis, Roy Johanssen, Carl Gundersen.
 Kanada –  Švýcarsko 	1:1 (0:0, 1:0, 0:1)
30. dubna 1992 (13:00) – Bratislava

Branky Kanady: 38. Derek King.

Branky Švýcarska: 57. Dino Kessler.

Rozhodčí: Harry Ammian (SUI) – Gianfranco Zerbi (ITA), Christer Lärking (SWE)

Vyloučení: 9:7 + Jorg Eberle na 5 min.

Diváků: 3 800
 ČSFR –  Francie	3:0 (0:0, 1:0, 2:0)
30. dubna 1992 (16:30) – Bratislava

Branky ČSFR: 20:08 Ladislav Lubina (Otakar Janecký), 47:09 Petr Hrbek (František Procházka), 57:29 Tomáš Jelínek.

Rozhodčí: Juhani Jokela (FIN) – Jouni Lojander (FIN), Leszek Kubiszewski (POL)

Vyloučení: 7:9 (1:0, 1:0) + František Musil a Jean-Philippe Lemoine do konce utkání.

Diváků: 5 900
ČSFR: Petr Bříza – Drahomír Kadlec, Leo Gudas, Róbert Švehla, František Musil, Bedřich Ščerban, Richard Šmehlík – Tomáš Jelínek, Otakar Janecký, Ladislav Lubina – Petr Rosol, Robert Lang, Kamil Kašťák – Peter Veselovský, Robert Reichel, Igor Liba – František Procházka, Petr Hrbek, Richard Žemlička.
Francie: Petri Ylönen – Stephane Botteri, Jean-Philippe Lemoine, Serge Pourdier, Denis Perez, Michel Leblanc, Bruno Saunier – Christian Pouget, Antoine Richer, Lionel Orsolini – Stéphane Barin, Christophe Ville, Peter Almassy – Patrick Dunn, Benoit Laporte, Steven Woodburn – Pierre Pouse, Yannick Goicoechea, Michael Babin.
 Rusko –  Norsko 	3:2 (1:1, 0:1, 2:0)
30. dubna 1992 (20:00) – Bratislava

Branky Ruska: 11. Darjus Kasparajtis, 50. Sergej Bautin, 59. Igor Boldin.

Branky Norska: 7. Erik Kristiansen, 27. Jarle Friis.

Rozhodčí: Gerhard Lichtnecker (GER) – Jay Borman (USA), Jean-Phillipe Ollier (FRA)

Vyloučení: 3:7 (1:1)

Diváků: 3 900
 Francie –  Švýcarsko 	5:6 (1:2, 2:1, 2:3)
1. května 1992 (13:00) – Bratislava

Branky Francie: 11. Benoit Laporte, 32. Stéphane Barin, 33. Christian Pouget, 51. Patrick Dunn, 59. Benoit Laporte.

Branky Švýcarska: 12. Patrick Howald, 14. Jorg Eberle, 34. Patrick Howald, 45. Alfred Lüthü, 50. Sandro Bertaggia, 54. Christian Weber.

Rozhodčí: Hakan Björkman (SWE) – Heiko Dahle (GER), Leszek Kubiszewski (POL)

Vyloučení: 11:7 (3:2) + Barin na 10 min.

Diváků: 6 000
 Norsko –  Kanada 	3:4 (1:3, 1:1, 1:0)
1. května 1992 (16:30) – Bratislava

Branky Norska: 16. Kim Soggard, 27. Trond Magnussen, 57. Peter Salsten.

Branky Kanady: 2. Steve Thomas, 13. Ray Ferraro, 17. Glenn Anderson, 40. Pat Falloon.

Rozhodčí: Ruggero Savaris (ITA) – Jay Borman (USA), Jean-Phillipe Ollier (FRA)

Vyloučení: 2:6 (1:1)

Diváků: 7 100
 ČSFR –  Rusko		2:4 (0:2, 2:1, 0:1)
1. května 1992 (20:00) – Bratislava

Branky ČSFR: 22:14 František Procházka (Robert Lang, Petr Rosol), 30:38 Róbert Švehla (Tomáš Jelínek).

Branky Ruska: 8:03 Andrej Kovalenko (Darjus Kasparaitis), 9:36 Igor Boldin (Vladimír Malachov, Vitalij Prochorov), 26:49 Igor Boldin (Nikolaj Borševskij), 59:58 Darjus Kasparaitis (Ilja Bjakin).

Rozhodčí: Harry Ammian (USA) – Jouni Lojander (FIN), Christer Lärking (SWE)

Vyloučení: 10:8 (0:1) + Sergej Zubov na 10 min a Alexej Žamnov na 5 min a do konce utkání.

Diváků: 8 100
ČSFR: Petr Bříza – Drahomír Kadlec, Leo Gudas, Róbert Švehla, František Procházka, Bedřich Ščerban, Richard Šmehlík – Tomáš Jelínek, Otakar Janecký, Ladislav Lubina – Petr Rosol, Robert Lang, Kamil Kašťák – Peter Veselovský, Robert Reichel, Igor Liba – Petr Hrbek, Richard Žemlička.
Rusko: Michail Štalenkov – Darjus Kasparajtis, Dmitrij Mironov, Vladimír Malachov, Sergej Zubov, Dmitrij Juškijevič, Alexej Žitnik, Sergej Bautin – Andrej Kovalenko, Vjačeslav Bucajev, Ilja Bjakin – Alexej Kovaljov, Alexej Žamnov, Sergej Petrenko – Igor Koroljov, Alexander Barkov, Alexej Tkačuk – Nikolaj Borševskij, Igor Boldin, Vitalij Prochorov.
 Rusko –  Francie	8:0 (2:0, 2:0, 4:0)
3. května 1992 (13:00) – Praha (Sportovní hala)

Branky SSSR: 14. Ilja Bjakin, 20. Andrej Kovalenko, 24. Koroljev, 34. Alexej Tkačuk, 48. Maslachov, 50. Andrej Kovalenko, 51. Maslachov, 59. Dmitrij Mironov.

Rozhodčí: Anton Danko (TCH) – Dick Lowell (CAN), Candido Gobbi (SUI)

Vyloučení: 3:5 (1:0, 1:0)

Diváků: 5 500
 Švýcarsko –  Norsko 	3:1 (1:0, 1:1, 1:0)
3. května 1992 (16:30) – Praha (Sportovní hala)

Branky Švýcarska: 20. Andy Ton, 23. Patrick Howald, 57. Jorg Eberle.

Branky Norska: 32. Jarle Friis.

Rozhodčí: Kevin Muench (CAN) – Boris Janíček (TCH), Vladimír Mihálik (TCH)

Vyloučení: 2:2

Diváků: 5 000
 ČSFR –  Kanada	5:2 (2:1, 1:1, 2:0)
3. května 1992 (20:00) – Praha (Sportovní hala)

Branky ČSFR: 11:07 Tomáš Jelínek (Otakar Janecký), 18:42 František Musil (Tomáš Jelínek, Róbert Švehla), 25:57 František Musil (Otakar Janecký), 48:24 Petr Hrbek, 59:31 Tomáš Jelínek (Otakar Janecký).

Branky Kanady: 10:18 Marc Habscheid, 31:38 Randy Smith (Robert Bassen).

Rozhodčí: Valerij Bokarev (RUS) – Konstantin Komisarov (RUS), Sergej Feofanov (RUS)

Vyloučení: 3:5 (2:0)

Diváků: 12 500
ČSFR: Petr Bříza – Drahomír Kadlec, Leo Gudas, Róbert Švehla, František Musil, Bedřich Ščerban, Richard Šmehlík – Tomáš Jelínek, Otakar Janecký, Ladislav Lubina – Petr Rosol, Robert Lang, Kamil Kašťák – František Procházka, Robert Reichel, Igor Liba – Patrik Augusta, Petr Hrbek, Richard Žemlička.
Kanada: Ron Hextall – Jason Woolley, Trent Yawney, Garth Butcher, Kerry Huffman, Todd Gill, Brian Tutt, Bradley Schlegel – Glenn Anderson, Rod Brind'Amour, Marc Habscheid – Steve Thomas, Ray Ferraro, Derek King – Pat Falloon, Nelson Emerson, Chris Lindberg – Randy Smith, Keith Acton, Robert Bassen.
 Francie –  Norsko 	0:1 (0:0, 0:1, 0:0)
4. května 1992 (13:00) – Praha (Sportovní hala)	

Branky Norska: 28. Roy Johanssen.

Rozhodčí: Anton Danko (TCH) – Boris Janíček (TCH), Dick Lowell (CAN)

Vyloučení: 5:3

Diváků: 2 700
 Kanada –  Rusko		4:6 (0:2, 0:3, 4:1)
4. května 1992 (16:30) – Praha (Sportovní hala)	

Branky Kanady: 41. Kerry Huffman, 45. Steve Thomas, 54. Ray Ferraro, 58. Robert Bassen.

Branky Ruska: 16. Dmitrij Juškijevič, 17. Nikolaj Borševskij, 22. Sergej Petrenko, 23. Ilja Bjakin, 30. Igor Koroljov, 60. Ilja Bjakin.

Rozhodčí: Hakan Björkman – Christer Lärking (SWE), Candido Gobbi (SUI)

Vyloučení: 6:4 (1:2, 1:0)

Diváků: 9 500
 ČSFR –  Švýcarsko 	2:0 (0:0, 1:0, 1:0)
4. května 1992 (20:00) – Praha (Sportovní hala)

Branky ČSFR: 31:40 Petr Hrbek (Richard Žemlička, Róbert Švehla), 59:48 Tomáš Jelínek.

Rozhodčí: Valerij Bokarev (RUS) – Konstantin Komisarov (RUS), Jan Svarstad (NOR)

Vyloučení: 13:15 (0:0)

Diváků: 10 500
ČSFR: Petr Bříza – Drahomír Kadlec, Leo Gudas, Róbert Švehla, František Musil, Bedřich Ščerban, Richard Šmehlík – Tomáš Jelínek, Otakar Janecký, Ladislav Lubina – Petr Rosol, Robert Lang, Kamil Kašťák – František Procházka, Robert Reichel, Igor Liba – Patrik Augusta, Petr Hrbek, Richard Žemlička.
Švýcarsko: Reto Pavoni – Sven Leuenberger, Luigi Riva, Samuel Balmer, Sandro Bertaggia, Doug Honegger, Dino Kessler, Patrick Sutter – Roberto Triulzi, Alfred Lüthü, Mario Brodmann – Felix Hollenstein, Christian Weber, Jorg Eberle – Keith Fair, Gil Montandon, Patrick Howald – Misko Antisin, Mario Rottari, Manuele Celio.

### Play off
|  | Čtvrtfinále    | Čtvrtfinále    |         |           | Semifinále     | Semifinále  |  |  | Finále | Finále |
|  |                |                |         |           |                |             |  |  |        |        |
|  |                |                |         |           |                |             |  |  |        |        |
|  |                |                |         |           |                |             |  |  |        |        |
|  | Švédsko        | 2              |         |           |                |             |  |  |        |        |
|  | Švédsko        | 2              |         |           |                |             |  |  |        |        |
|  | Rusko          | 0              |         |           |                |             |  |  |        |        |
|  | Rusko          | 0              | Švédsko | 4         |                |             |  |  |        |        |
|  |                |                | Švédsko | 4         |                |             |  |  |        |        |
|  |                | Švýcarsko      | 1       |           |                |             |  |  |        |        |
|  | Švýcarsko      | Švýcarsko      | 1       | 3         |                |             |  |  |        |        |
|  | Švýcarsko      |                |         | 3         |                |             |  |  |        |        |
|  | Německo        | 1              |         |           |                |             |  |  |        |        |
|  | Německo        | 1              | Švédsko | 5         |                |             |  |  |        |        |
|  |                |                | Švédsko | 5         |                |             |  |  |        |        |
|  |                | Finsko         | 2       |           |                |             |  |  |        |        |
|  | Finsko         | Finsko         | 2       | 4         |                |             |  |  |        |        |
|  | Finsko         |                |         | 4         |                |             |  |  |        |        |
|  | Kanada         | 3              |         |           |                |             |  |  |        |        |
|  | Kanada         | 3              | Finsko  | 3         | Třetí místo    | Třetí místo |  |  |        |        |
|  |                |                | Finsko  | 3         | Třetí místo    | Třetí místo |  |  |        |        |
|  |                | Československo | 2       |           |                |             |  |  |        |        |
|  | Československo | Československo | 2       | 8         | Československo | 5           |  |  |        |        |
|  | Československo |                |         | 8         | Československo | 5           |  |  |        |        |
|  | USA            | 1              |         | Švýcarsko | 2              |             |  |  |        |        |
|  | USA            | 1              |         |           | 2              |             |  |  |        |        |
|  |                |                |         |           |                |             |  |  |        |        |
|  |                |                |         |           |                |             |  |  |        |        |

### Čtvrtfinále
Finsko –  Kanada 	4:3 (2:1, 1:0, 1:2)
6. května 1992 (17:00) – Praha (Sportovní hala)

Branky Finska: 7. Timo Peltomaa, 18. Timo Peltomaa, 39. Timo Peltomaa, 55. Timo Saariskoski.

Branky Kanady: 20. Chris Lindberg, 45. Garth Butcher, 60. Glenn Anderson.

Rozhodčí: Hakan Björkman (SWE) – Jay Borman (USA), Sergej Feofanov (RUS)

Vyloučení: 7:10 (1:0, 0:1)

Diváků: 9 500
 Rusko –  Švédsko 	0:2 (0:1, 0:1, 0:0)
6. května 1992 (21:00) – Praha (Sportovní hala)	

Branky Švédska: 20. Mats Sundin, 36. Roger Hansson.

Rozhodčí: Vincent Moreno (SUI) – Heiko Dahle (GER), Jouni Lojander (FIN)

Vyloučení: 8:7

Diváků: 9 400
 Německo –  Švýcarsko 	1:3 (0:1, 1:0, 0:2)
7. května 1992 (15:00) – Praha (Sportovní hala)

Branky Německa: 26. Dieter Hegen.

Branky Švýcarska: 12. Mario Brodmann, 48. Felix Hollenstein, 49. Roberto Triulzi.

Rozhodčí: Harry Ammian (USA) – Christer Lärking (SWE), Jay Borman (USA)

Vyloučení: 10:9 + Ulrich Hiemer na 10 min.

Diváků: 9 400
 ČSFR –  USA 	8:1 (4:0, 2:1, 2:0)
7. května 1992 (19:30) – Praha (Sportovní hala)

Branky ČSFR: 6:32 Róbert Švehla (Robert Reichel), 9:31 František Procházka, 10:15 Patrik Augusta (Richard Žemlička), 14:13 Drahomír Kadlec (Leo Gudas), 24:12 Petr Hrbek (Augusta), 26:56 Drahomír Kadlec, 49:36 Ladislav Lubina (František Musil), 55:58 Patrik Augusta (Leo Gudas).

Branky USA: 28:41 Barry Richter.

Rozhodčí: Hakan Björkman (SWE) – Sergej Feofanov (RUS), Konstantin Komisarov (RUS)

Vyloučení: 6:13 (2:0)

Diváků: 13 200
ČSFR: Petr Bříza – Drahomír Kadlec, Leo Gudas, Róbert Švehla, František Musil, Bedřich Ščerban, Richard Šmehlík – Tomáš Jelínek, Otakar Janecký, Ladislav Lubina – Petr Rosol, Robert Lang, Kamil Kašťák – František Procházka, Robert Reichel, Igor Liba – Patrik Augusta, Petr Hrbek, Richard Žemlička.
USA: Ray Leblanc (28. Mike Dunham) – Mark Osiecki, Gary Suter, David Williams, Dennis Vaske, Neil Sheehy, Todd Copeland, Ken Klee, Barry Richter –[Paul Ranheim, Andy Brickley, Joe Sacco – Todd Harkins, Jim Johansson, David Jensen – Chris Winnes, Derek Plante, Tom Bissett – John Byce, Mike Boback, Todd Krygier.

### Semifinále
Finsko –  ČSFR 2:2 (0:0, 1:2, 1:0 – 0:0 pp, 2:0 sn)
9. května 1992 (13:00) – Praha (Sportovní hala)	

Branky Finska: 26:37 Vesa Viitakoski, 57:56 Janne Laukkanen. samostatné nájezdy: Jarkko Varvio a Keijo Säilynoja.

Branky ČSFR: 35:50 Igor Liba (Petr Rosol, Robert Lang), 37:44 Petr Hrbek (Patrik Augusta).

Rozhodčí: Hakan Björkman (SWE) – Christer Lärking (SWE), Jay Borman (USA)

Vyloučení: 7:6

Diváků: 14 200
Finsko: Markus Ketterer – Timo Jutila, Harri Laurila, Erik Hämälainen, Waltteri Immonen, Arto Ruotanen, Janne Laukkanen – Vesa Viitakoski, Timo Saariskoski, Juha Riihijärvi – Jarkko Varvio, Mika Nieminen, Hannu Jävenpää – Mikko Mäkelä, Christian Ruuttu, Timo Peltomaa – Pekka Tuomisto, Rauli Raitanen, Keijo Säilynoja.
ČSFR: Petr Bříza – Drahomír Kadlec, Leo Gudas, Róbert Švehla, František Musil, Bedřich Ščerban, Richard Šmehlík – Tomáš Jelínek, Otakar Janecký, Ladislav Lubina – Petr Rosol, Robert Lang, Kamil Kašťák – František Procházka, Robert Reichel, Igor Liba – Patrik Augusta, Petr Hrbek, Richard Žemlička.

Zajímavost Československé reprezentaci nebyl uznán ve třetí třetině gól, protože nějaký divák vhodil na hrací plochu druhý puk. Vstřelená branka padla ve chvíli, kdy vhozený puk byl ve středním pásmu a tedy neovlivnil spád hry. Následně toho byly samostatné nájezdy, kdy Československo padlo.
 Švédsko –  Švýcarsko 	4:1 (3:0, 0:1, 1:0)
9. května 1992 (17:30) – Praha (Sportovní hala)

Branky Švédska: 3. Lars Karlsson, 6. Patrick Carnbäck, 13. Peter Forsberg, 45. Roger Hansson.

Branky Švýcarska: 25. Gil Montandon.

Rozhodčí: Harry Ammian (USA) – Jouni Lojander (FIN), Heiko Dahle (GER)

Vyloučení: 7:6 (1:1)

Diváků: 12 500

### Finále
Švédsko –  Finsko	5:2 (1:0, 3:0, 1:2)
10. května 1992 (17:30) – Praha (Sportovní hala)

Branky Švédska: 11. Peter Forsberg, 25. Mikael Andersson, 30. Roger Hansson, 32. Lars Karlsson, 60. Arto Blomsten.

Branky Finska: 54. Timo Peltomaa, 57. Timo Jutila.

Rozhodčí: Kevin Muench (CAN) – Boris Janíček (TCH), Sergej Feofanov (RUS)

Vyloučení: 2:2 (1:0)

Diváků: 14 000

### O 3. místo
ČSFR –  Švýcarsko 	5:2 (2:0, 0:2, 3:0)
10. května 1992 (13:00) – Praha (Sportovní hala)

Branky ČSFR: 2:16 Igor Liba (Robert Reichel), 14:52 Róbert Švehla (Otakar Janecký, Tomáš Jelínek), 41:35 Otakar Janecký (Igor Liba), 52:31 Robert Reichel (Drahomír Kadlec), 58:49 Petr Hrbek (Richard Žemlička, František Procházka).

Branky Švýcarska: 34:30 Jorg Eberle, 39:59 Roberto Triulzi (Dino Kessler).

Rozhodčí: Gerhard Lichtnecker (GER) – Dick Lowell (CAN), Konstantin Komisarov (RUS)

Vyloučení: 8:6 (0:1)

Diváků: 13 000
ČSFR: Petr Bříza – Drahomír Kadlec, Leo Gudas, Róbert Švehla, František Musil, Bedřich Ščerban, Richard Šmehlík – Tomáš Jelínek, Otakar Janecký, Ladislav Lubina – Petr Rosol, Robert Lang, Kamil Kašťák – František Procházka, Robert Reichel, Igor Liba – Patrik Augusta, Petr Hrbek, Richard Žemlička.
Švýcarsko: Reto Pavoni – Sven Leuenberger, Patrick Sutter, Dino Kessler, Luigi Riva, Samuel Balmer, Sandro Bertaggia – [Felix Hollenstein, Alfred Lüthü, Mario Brodmann – Misko Antisin, Christian Weber, Jorg Eberle – Roberto Triulzi, Gil Montandon, [Keith Fair – [Doug Honegger, Mario Rottaris, Manuele Celi].

### O udržení
Polsko –  Francie	1:3 (1:1, 0:1, 0:1)
6. května 1992 (13:00) – Praha (Sportovní hala)

Branky Polska: 3. Krysztof Kuzniecow.

Branky Francie: 8. Phillipe Bozon, 27. Phillipe Bozon, 59. Antoine Richer.

Rozhodčí: Kevin Muench (CAN) – Dick Lowell (CAN), Boris Janíček (TCH)

Vyloučení: 2:0 (0:1)

Diváků: 2 000

## Statistiky

### Nejlepší hráči podle direktoriátu IIHF
| Brankář | Tommy Söderström |
| Obránce | Róbert Švehla    |
| Útočník | Mats Sundin      |

### All Stars
| Brankář         | Markus Ketterer |
| Levý obránce    | Timo Jutila     |
| Pravý obránce   | František Musil |
| Levé křídlo     | Jarkko Varvio   |
| Střední útočník | Petr Hrbek      |
| Pravé křídlo    | Mats Sundin     |

### Kanadské bodování
| Poř. | Kanadské bodování | Branky | Přihrávky | Body |
| ---- | ----------------- | ------ | --------- | ---- |
| 1.   | Jarkko Varvio     | 9      | 1         | 10   |
| 2.   | Mikko Mäkelä      | 2      | 8         | 10   |
| 3.   | Dieter Hegen      | 7      | 2         | 9    |
| 4.   | Tomáš Jelínek     | 4      | 5         | 9    |
| 5.   | Róbert Švehla     | 4      | 4         | 8    |
| 6.   | Mika Nieminen     | 3      | 5         | 8    |
| 7.   | Mats Sundin       | 2      | 6         | 8    |
| 8.   | Timo Saarikoski   | 3      | 4         | 7    |
| 9.   | Timo Jutila       | 2      | 5         | 7    |
| 9.   | Rauli Raitanen    | 2      | 5         | 7    |

### Soupiska Švédska
1.  Švédsko

Brankáři: Håkan Algotsson, Peter Åslin, Tommy Söderström.

Obránci: Arto Blomsten, Joacim Esbjörs, Calle Johansson, Kenneth Kennholt, Petri Liimatainen, Tommy Sjödin, Fredrik Stillman

Útočníci: Mikael Andersson, Patrick Carnbäck, Peter Forsberg, Johan Garpenlöv, Roger Hansson, Anders Huss, Lars Karlsson, Patric Kjellberg, Jan Larsson, Michael Nylander, Peter Ottosson, Daniel Rydmark, Mats Sundin.

Trenéři: Conny Evenson a Curt Lundmark.

### Soupiska Finska
2.  Finsko

Brankáři: Ari-Pekka Siekkinen, Markus Ketterer, Sakari Lindfors.

Obránci: Erik Hämälainen, Timo Jutila, Arto Ruotanen, Waltteri Immonen, Kai Rautio, Janne Laukkanen, Harri Laurila.

Útočníci: Vesa Viitakoski, Jere Lehtinen, Hannu Järvenpää, Keijo Säilynoja, Pekka Tuomisto, Christian Ruuttu, Timo Saariskoski, Juha Riihijärvi, Rauli Raitanen, Timo Peltomaa, Jarkko Varvio, Mika Nieminen, Mikko Mäkelä.

Trenér: Pentti Matikainen.

### Soupiska ČSFR
3.  ČSFR

Brankáři: Petr Bříza, Oldřich Svoboda, Milan Hnilička,

Obránci: Drahomír Kadlec, Leo Gudas, Róbert Švehla, Bedřich Ščerban, Richard Šmehlík, František Musil, Jiří Jonák.

Útočníci: Otakar Janecký,  – Tomáš Jelínek, Ladislav Lubina, Petr Rosol, Robert Lang, Kamil Kašťák, Petr Hrbek, Richard Žemlička, Peter Veselovský, Igor Liba, Robert Reichel, Patrik Augusta, František Procházka.

Trenéři: Ivan Hlinka a Jaroslav Walter.

### Soupiska Švýcarska
4.  Švýcarsko

Brankáři: Patrick Schopf, Reto Pavoni, Renato Tosio.

Obránci: Dino Kessler, Sandro Bertaggia, Luigi Riva, Sven Leuenberger, Patrick Sutter, Samuel Balmer, Doug Honegger.

Útočníci: Christian Weber, Patrick Howald, Felix Hollenstein, Roberto Triulzi, Mario Brodmann, Andy Ton, Misko Antisin, Keith Fair, Alfred Lüthü, Gil Montandon, Jorg Eberle, Manuele Celio, Mario Rottaris.

Trenér: John Slettvol.

### Soupiska Ruska
5.  Rusko

Brankáři: Andrej Trefilov, Michail Štalenkov, Maxim Michajlovskij.

Obránci: Dmitrij Juškijevič, Vladimír Malachov, Dmitrij Mironov, Ilja Bjakin, Darjus Kasparajtis, Sergej Zubov, Alexej Žitnik, Sergej Bautin.

Útočníci: Igor Boldin, Sergej Petrenko, Jurij Chmyljov, Alexej Kovaljov, Alexej Tkačuk, Nikolaj Borševskij, Vjačeslav Bucajev, Vitalij Prochorov, Alexej Žamnov, Igor Koroljov, Andrej Kovalenko, Alexander Barkov.

Trenér: Viktor Tichonov.

### Soupiska Německa
6.  Německo

Brankáři: Helmut De Raaf, Réne Bielke, Josef Heiss.

Obránci: Jorg Mayr, Ron Fischer, Michael Schmidt, Andreas Niederberger, Richard Amann, Michael Heidt, Ulrich Hiemer.

Útočníci: Stefan Ustorf, Ernst Kopf jr., Peter Draisaitl, Raimund Hilger, Georg Holzmann, Bernd Truntschka, Gerd Truntschka, Wolfgang Kummer, Georg Franz, Dieter Hegen, Michael Rumrich, Jürgen Rumrich, Andreas Brockmann.

Trenér: Luděk Bukač.

### Soupiska USA
7.  USA

Brankáři: John Blue, Mike Dunham, Ray LeBlanc.

Obránci: Ken Klee, Barry Richter, Todd Copeland, David Williams, Neil Sheehy, Dennis Vaske, Gary Suter, Mark Osiecki.

Útočníci: Chris Winnes, Todd Harkins, John Byce, Tom Bissett, Joe Sacco, David Jensen, Mike Boback, Jim Johannson, Andy Brickley, Derek Plante, Paul Ranheim, Todd Krygier.

Trenér: Tim Taylor.

### Soupiska Kanady
8.  Kanada

Brankáři: Trevor Kidd, Ron Hextall, Rick Tabaracci.

Obránci: Jason Woolley, Kerry Huffman, Trent Yawney, Todd Gill, Garth Butcher, Brian Tutt, Brad Schlegel.

Útočníci: Derek King, Glenn Anderson, Keith Acton, Marc Habscheid, Rod Brind Amour, Pat Falloon, Ray Ferraro, Randy Smith, Steve Thomas, Chris Lindberg, Nelson Emerson, Bob Bassen.

Trenér: Dave King.

### Soupiska Itálie
9.  Itálie

Brankáři: Roberto Romano, Diego Riva, David Delfino.

Obránci: Roberto Oberrauch, Jimmy Camazzola, Bill Stewart, Georg Comploi, Giovanni Marchetti, Mario Chitarroni, Anthony Circelli, Mike De Angelis, Frank Lattuca.

Útočníci: Emilio Iovio, Markus Brunner, Robert Ginnetti, Maurizio Mansi, Ivano Zanatta, Santino Pellegrino, Mario Simioni, Bruno Zarrillo, Gaetano Orlando, Carmine Vani, Lucio Topatight.

Trenér: Bryan Lefley.

### Soupiska Norska
10.  Norsko

Brankáři: Robert Schistad, Jim Martinsen, Steve Allman.

Obránci: Peter Salsten, Age Ellingsen, Jon Karlstad, Tomy Jakobsen, Kim Soggard, Svein Norstebo, Cato Andersen, Jan Fagerli.

Útočníci: Geir Hoff, Roy Johanssen, Carl Gundersen, Jarle Friis, Trond Magnussen, Ole Dahlstrom, Ame Billkvam, Erik Kristiansen, Peter Thoresen, Knut Walbye, Bjorn Bekkerud, Oysten Olsen.

Trenér: Bengt Ohlsson.

### Soupiska Francie
11.  Francie

Brankáři: Jean-Marc Dijan, Petri Ylönen, Michel Valliere.

Obránci: Steven Woodburn, Jean-Philippe Lemoine, Serge Pourdier, Stephane Botteri, Michel Leblanc, Bruno Saunier, Gérald Guennelon, Denis Perez.

Útočníci: Peter Almassy, Lionel Orsolini, Stéphane Barin, Patrick Dunn, Pierre Pouse, Michael Babin, Benoit Laporte, Yannick Goicoechea, Christophe Ville, Antoine Richer, Christian Pouget, Pierrick Maia, Phillipe Bozon.

Trenér: Kjell Larsson.

### Soupiska Polska
12.  Polsko

Brankáři: Andrzej Hanisz, Mariusz Kieca, Marek Batkiewicz.

Obránci: Andrzej Kadziolka, Dariusz Garbocz, Sebastian Gonera, Henryk Gruth, Zbigniew Koziel, Kazimierz Jurek, Zbigniew Bryjak.

Útočníci: Boguslaw May, Krysztof Kuzniecow, Wojciech Matczak, Janusz Adamiec, Wojciech Tkacz, Roman Steblecki, Krysztof Bujar, Marek Koszowski, Mariusz Czerkawski, Ireneusz Pacula, Andrzej Swistak, Dariusz Czerwiec, Piotr Zdunek.

Trenér: Leszek Lejczyk.

### Konečné pořadí
| 56. | Mistrovství světa | Z | V | R | P | Skóre | B  |
| --- | ----------------- | - | - | - | - | ----- | -- |
| 1.  | Švédsko           | 8 | 4 | 2 | 2 | 25:15 | 10 |
| 2.  | Finsko            | 8 | 7 | 0 | 1 | 40:18 | 14 |
| 3.  | ČSFR              | 8 | 6 | 0 | 2 | 33:12 | 12 |
| 4.  | Švýcarsko         | 8 | 3 | 2 | 3 | 18:21 | 8  |
| 5.  | Rusko             | 6 | 4 | 1 | 1 | 23:12 | 9  |
| 6.  | Německo           | 6 | 4 | 0 | 2 | 31:17 | 8  |
| 7.  | USA               | 6 | 2 | 1 | 3 | 15:23 | 5  |
| 8.  | Kanada            | 6 | 2 | 1 | 3 | 18:22 | 5  |
| 9.  | Itálie            | 5 | 1 | 1 | 3 | 10:18 | 3  |
| 10. | Norsko            | 5 | 1 | 0 | 4 | 8:16  | 2  |
| 11. | Francie           | 6 | 1 | 0 | 5 | 11:23 | 2  |
| 12. | Polsko            | 6 | 0 | 0 | 6 | 9:44  | 0  |

## MS Skupina B
|    |             | AUT  | NED  | JPN  | DEN | BUL  | ROM | CHN  | YUG  | V | R | P | Skóre | B  |
| 1. | Rakousko    | ***  | 8:3  | 3:0  | 5:1 | 18:0 | 9:0 | 16:0 | 14:0 | 7 | 0 | 0 | 73:4  | 14 |
| 2. | Nizozemsko  | 3:8  | ***  | 10:3 | 8:0 | 7:1  | 2:2 | 12:2 | 11:0 | 5 | 1 | 1 | 53:16 | 11 |
| 3. | Japonsko    | 0:3  | 3:10 | ***  | 4:2 | 2:5  | 5:1 | 10:3 | 6:0  | 4 | 0 | 3 | 30:24 | 8  |
| 4. | Dánsko      | 1:5  | 0:8  | 2:4  | *** | 7:1  | 4:2 | 5:2  | 4:2  | 4 | 0 | 3 | 23:24 | 8  |
| 5. | Bulharsko   | 0:18 | 1:7  | 5:2  | 1:7 | ***  | 0:2 | 3:1  | 4:1  | 3 | 0 | 4 | 14:38 | 6  |
| 6. | Rumunsko    | 0:9  | 2:2  | 1:5  | 2:4 | 2:0  | *** | 3:3  | 3:3  | 1 | 3 | 3 | 13:26 | 5  |
| 7. | Čína        | 0:16 | 2:12 | 3:10 | 2:5 | 1:3  | 3:3 | ***  | 4:1  | 1 | 1 | 5 | 15:50 | 3  |
| 8. | Srbsko a ČH | 0:14 | 0:11 | 0:6  | 2:4 | 1:4  | 3:3 | 1:4  | ***  | 0 | 1 | 6 | 7:46  | 1  |

- Jugoslávie se v následujících letech nezúčastnila Mistrovství světa kvůli sankcím za válku v Bosně.

 Nizozemsko –  Čína 12:2 (4:1, 5:1, 3:0)
2. dubna 1992 – Klagenfurt
 Srbsko a ČH –  Rumunsko 3:3 (1:1, 0:2, 2:0)
2. dubna 1992 – Villach
 Rakousko –  Bulharsko 18:0 (5:0, 7:0, 6:0)
2. dubna 1992 – Klagenfurt
 Japonsko –  Dánsko 4:2 (1:0, 0:1, 3:1)
2. dubna 1992 – Villach
 Čína –  Srbsko a ČH 4:1 (1:1, 3:0, 0:0)
3. dubna 1992 – Klagenfurt
 Rumunsko –  Rakousko 0:9 (0:2, 0:4, 0:3)
3. dubna 1992 – Villach
 Dánsko –  Nizozemsko 0:8 (0:1, 0:6, 0:1)
4. dubna 1992 – Klagenfurt
 Japonsko –  Bulharsko 2:5 (1:0, 0:1, 1:4)
4. dubna 1992 – Villach
 Rakousko –  Čína 16:0 (4:0, 7:0, 5:0)
5. dubna 1992 – Klagenfurt
 Japonsko –  Rumunsko 5:1 (0:1, 3:0, 2:0)
5. dubna 1992 – Klagenfurt
 Srbsko a ČH –  Dánsko 2:4 (0:0, 2:2, 0:2)
5. dubna 1992 – Villach
 Nizozemsko –  Bulharsko 7:1 (0:0, 3:1, 4:0)
6. dubna 1992 – Klagenfurt
 Čína –  Rumunsko 3:3 (0:0, 1:3, 2:0)
6. dubna 1992 – Klagenfurt
 Srbsko a ČH –  Bulharsko 1:4 (0:3, 1:0, 0:1)
7. dubna 1992 – Klagenfurt
 Dánsko –  Rakousko 1:5 (1:1, 0:3, 0:1)
7. dubna 1992 – Villach
 Rumunsko –  Nizozemsko 2:2 (0:0, 0:1, 2:1)
8. dubna 1992 – Klagenfurt
 Čína –  Japonsko 3:10 (0:3, 2:4, 1:3)
8. dubna 1992 – Klagenfurt
 Bulharsko –  Dánsko 1:7 (1:1, 0:2, 0:4)
9. dubna 1992 – Klagenfurt
 Rakousko –  Japonsko 3:0 (0:0, 3:0, 0:0)
9. dubna 1992 – Klagenfurt
 Srbsko a ČH –  Nizozemsko 0:11 (0:3, 0:3, 0:5)
9. dubna 1992 – Villach
 Bulharsko –  Čína 3:1 (0:0, 2:1, 1:0)
10. dubna 1992 – Klagenfurt
 Rumunsko –  Dánsko 2:4 (2:0, 0:1, 0:3)
10. dubna 1992 – Villach
 Japonsko –  Srbsko a ČH 6:0 (2:0, 2:0, 2:0)
11. dubna 1992 – Klagenfurt
 Nizozemsko –  Rakousko 3:8 (1:5, 0:0, 2:3)
11. dubna 1992 – Klagenfurt
 Dánsko –  Čína 5:2 (1:1, 2:1, 2:0)
12. dubna 1992 – Villach
 Nizozemsko –  Japonsko 10:3 (5:1, 3:1, 2:1)
12. dubna 1992 – Klagenfurt
 Bulharsko –  Rumunsko 0:2 (0:0, 0:0, 0:2)
12. dubna 1992 – Villach
 Rakousko –  Srbsko a ČH 14:0 (3:0, 3:0, 8:0)
12. dubna 1992 – Klagenfurt

## MS Skupina C/1
|    |                | GBR  | PRK  | AUS  | HUN  | BEL | KOR  | V | R | P | Skóre | B  |
| 1. | Velká Británie | ***  | 16:2 | 10:2 | 14:3 | 7:3 | 15:0 | 5 | 0 | 0 | 62:10 | 10 |
| 2. | KLDR           | 2:16 | ***  | 8:3  | 4:1  | 4:5 | 7:3  | 3 | 0 | 2 | 25:28 | 6  |
| 3. | Austrálie      | 2:10 | 3:8  | ***  | 8:1  | 6:2 | 5:5  | 2 | 1 | 2 | 24:26 | 5  |
| 4. | Maďarsko       | 3:14 | 1:4  | 1:8  | ***  | 3:1 | 10:6 | 2 | 0 | 3 | 18:33 | 4  |
| 5. | Belgie         | 3:7  | 5:4  | 2:6  | 1:3  | *** | 6:4  | 2 | 0 | 3 | 17:24 | 4  |
| 6. | Jižní Korea    | 0:15 | 3:7  | 5:5  | 6:10 | 4:6 | ***  | 0 | 1 | 4 | 18:43 | 1  |

- Po jednoroční absenci byla Austrálie nasazena do této skupiny, protože obsadila 2. místo v Mistrovství světa skupiny D 1990.

 Belgie –  KLDR 5:4 (2:0, 1:3, 2:1)
18. března 1992 – Kingston upon Hull
 Jižní Korea –  Maďarsko 6:10 (2:4, 2:4, 2:2)
18. března 1992 – Kingston upon Hull
 Velká Británie –  Austrálie 10:2 (3:0, 5:2, 2:0)
18. března 1992 – Kingston upon Hull
 Maďarsko –  Belgie 3:1 (0:0, 1:1, 2:0)
19. března 1992 – Kingston upon Hull
 KLDR –  Austrálie 8:3 (4:2, 2:1, 2:0)
19. března 1992 – Kingston upon Hull
 Velká Británie –  Jižní Korea 15:0 (5:0, 4:0, 6:0)
19. března 1992 – Kingston upon Hull
 Austrálie –  Jižní Korea 5:5 (2:2, 1:1, 2:2)
21. března 1992 – Kingston upon Hull
 Maďarsko –  KLDR 1:4 (0:1, 0:1, 1:2)
21. března 1992 – Kingston upon Hull
 Belgie –  Velká Británie 3:7 (1:3, 1:2, 1:2)
21. března 1992 – Kingston upon Hull
 Maďarsko –  Austrálie 1:8 (0:4, 0:2, 1:2)
22. března 1992 – Kingston upon Hull
 Jižní Korea –  Belgie 4:6 (2:2, 2:0, 0:4)
22. března 1992 – Kingston upon Hull
 KLDR –  Velká Británie 2:16 (0:4, 1:8, 1:4)
22. března 1992 – Kingston upon Hull
 KLDR –  Jižní Korea 7:3 (3:2, 1:0, 3:1)
24. března 1992 – Kingston upon Hull
 Austrálie –  Belgie 6:2 (3:1, 1:1, 2:0)
24. března 1992 – Kingston upon Hull
 Velká Británie –  Maďarsko 14:3 (3:0, 6:0, 5:3)
24. března 1992 – Kingston upon Hull

## MS Skupina C/2
|     |             | ESP  | RSA  | GRE  | ISR  | LUC  | TUR  | V | R | P | Skóre | B  |
| 7.  | Španělsko   | ***  | 12:0 | 10:1 | 23:4 | 31:0 | 38:0 | 5 | 0 | 0 | 114:5 | 10 |
| 8.  | JAR         | 0:12 | ***  | 9:4  | 5:1  | 23:0 | 18:1 | 4 | 0 | 1 | 55:18 | 8  |
| 9.  | Řecko       | 1:10 | 4:9  | ***  | 7:4  | 9:5  | 15:3 | 3 | 0 | 2 | 36:31 | 6  |
| 10. | Izrael      | 4:23 | 1:5  | 4:7  | ***  | 5:5  | 8:2  | 1 | 1 | 3 | 22:42 | 3  |
| 11. | Lucembursko | 0:31 | 0:23 | 5:9  | 5:5  | ***  | 10:5 | 1 | 1 | 3 | 20:73 | 3  |
| 12. | Turecko     | 0:38 | 1:18 | 3:15 | 2:8  | 5:10 | ***  | 0 | 0 | 5 | 11:89 | 0  |

- Řecko, Izrael a Turecko budou hrát kvalifikaci o Mistrovství světa 1993 skupiny C, spolu s nově přijatými zeměmi do IIHF. Lucembursko pro rok 1993 odřeklo účast.

 JAR –  Lucembursko 23:0 (5:0, 9:0, 9:0)
21. března 1992 – Johannesburg
 Turecko –  Řecko 3:15 (0:4, 1:3, 2:8)
21. března 1992 – Johannesburg
 Izrael –  Španělsko 4:23 (0:8, 1:6, 3:9)
22. března 1992 – Johannesburg
 JAR –  Turecko 18:1 (9:0, 4:0, 5:1)
22. března 1992 – Johannesburg
 Lucembursko –  Řecko 5:9 (2:5, 1:1, 2:3)
23. března 1992 – Johannesburg
 Izrael –  Turecko 8:2 (6:1, 2:0, 0:1)
24. března 1992 – Johannesburg
 Španělsko –  Řecko 10:1 (3:0, 5:0, 2:1)
24. března 1992 – Johannesburg
 JAR –  Izrael 5:1 (2:0, 2:0, 1:1)
25. března 1992 – Johannesburg
 Lucembursko –  Španělsko 0:31 (0:8, 0:11, 0:12)
25. března 1992 – Johannesburg
 Turecko –  Lucembursko 5:10 (2:3, 1:1, 2:6)
26. března 1992 – Johannesburg
 Řecko –  JAR 4:9 (2:3, 2:2, 0:4)
26. března 1992 – Johannesburg
 Řecko –  Izrael 7:4 (2:2, 2:1, 3:1)
27. března 1992 – Johannesburg
 Turecko –  Španělsko 0:38 (0:17, 0:10, 0:11)
27. března 1992 – Johannesburg
 Španělsko –  JAR 12:0 (5:0, 1:0, 6:0)
28. března 1992 – Johannesburg
 Lucembursko –  Izrael 5:5 (0:1, 3:2, 2:2)
28. března 1992 – Johannesburg